# Taphrina populina
Taphrina populina là một loài Ascomycetes trong họ Taphrinaceae. Loài này được Fr. Fr. miêu tả khoa học đầu tiên năm.
Đây là loài gây hại phát triển phổ biến ở Uzbekistan.